# Niōmon
Niōmon (仁王門, lit. « porte Niō ») est le nom de la porte des temples bouddhistes, gardée par deux guerriers en bois appelés niō (lit. « deux rois »). La porte est nommée Heng Ha Er Jiang (哼哈二将) en Chine et Geumgangmun (金剛門) en Corée. Les deux statues sont situées à l'intérieur des niches de la porte elle-même, l'une à gauche, l'autre à droite.

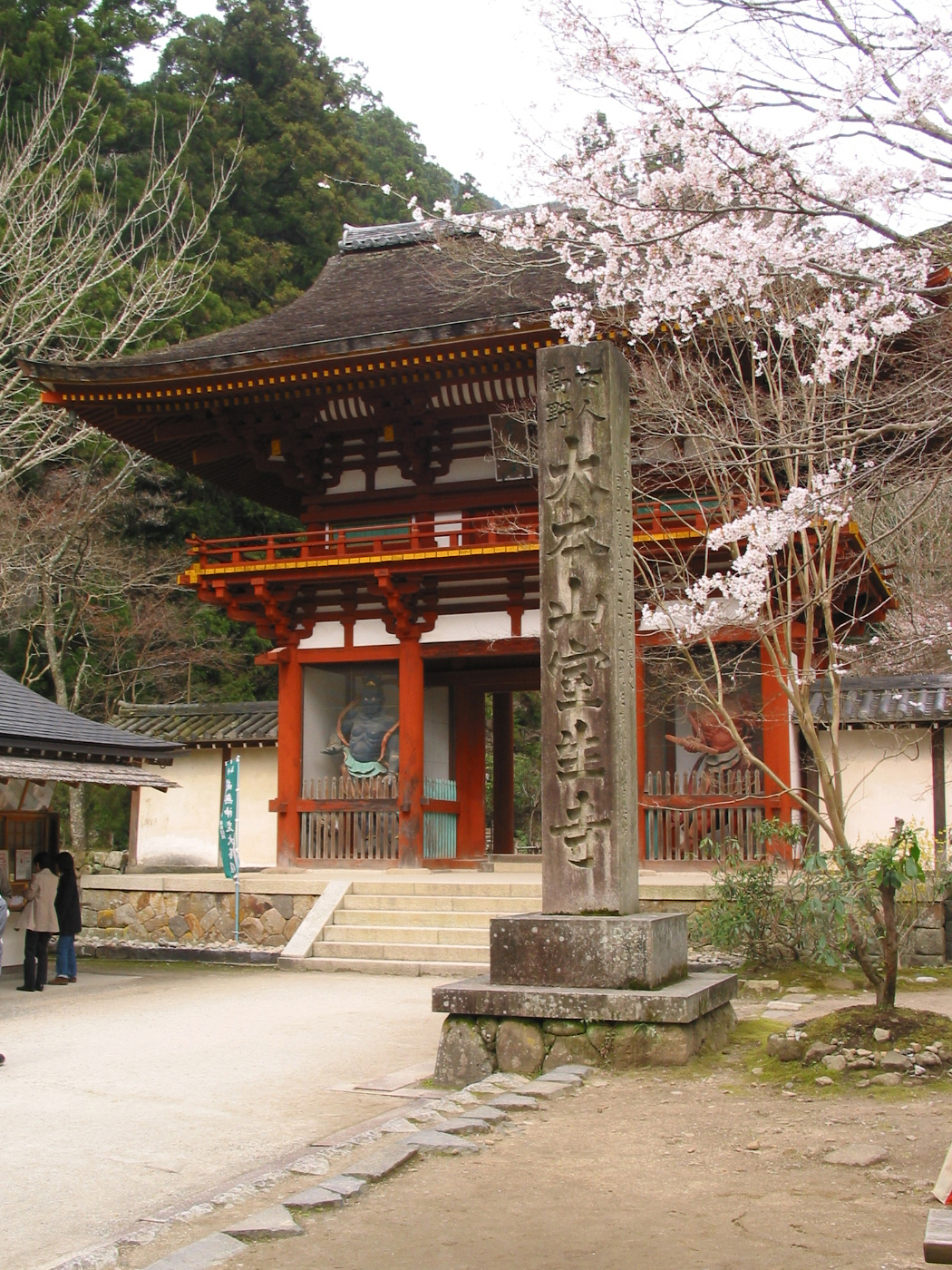
Un niōmon.

D'un point de vue structurel, il s'agit habituellement soit d'un rōmon, soit d'un nijūmon et peut mesurer 5 x 2 ou 3 × 2 ken. Le niōmon peut parfois avoir un étage, comme c'est le cas pour le Kaminarimon d'Asakusa.
Dans une porte à cinq baies, les figures des deux niō sont habituellement disposées dans les deux baies extérieures, mais peuvent également se trouver dans les baies intérieures.
La statue de droite s'appelle Naraen Kongō (那羅延金剛) et a la bouche ouverte pour prononcer la première lettre de l'alphabet sanskrit qui se prononce « a ». La statue de gauche, appelée Misshaku Kongō (密迹金剛) a la bouche fermée pour représenter la dernière lettre de l'alphabet sanskrit, prononcée « um ». Ces deux lettres (a-un (en) en japonais) symbolisent ensemble la naissance et la mort de toute chose.

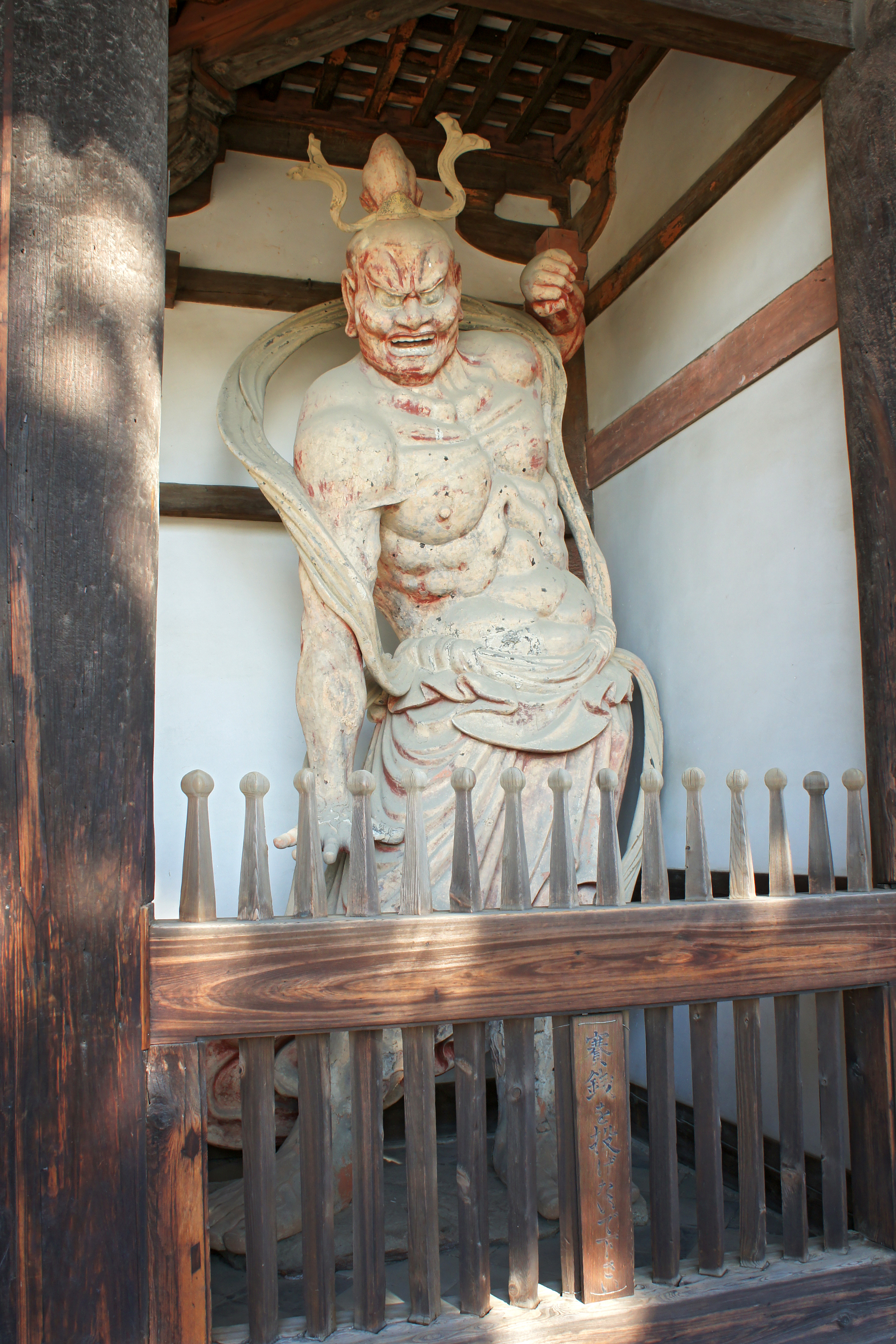
Naraen Kongō.
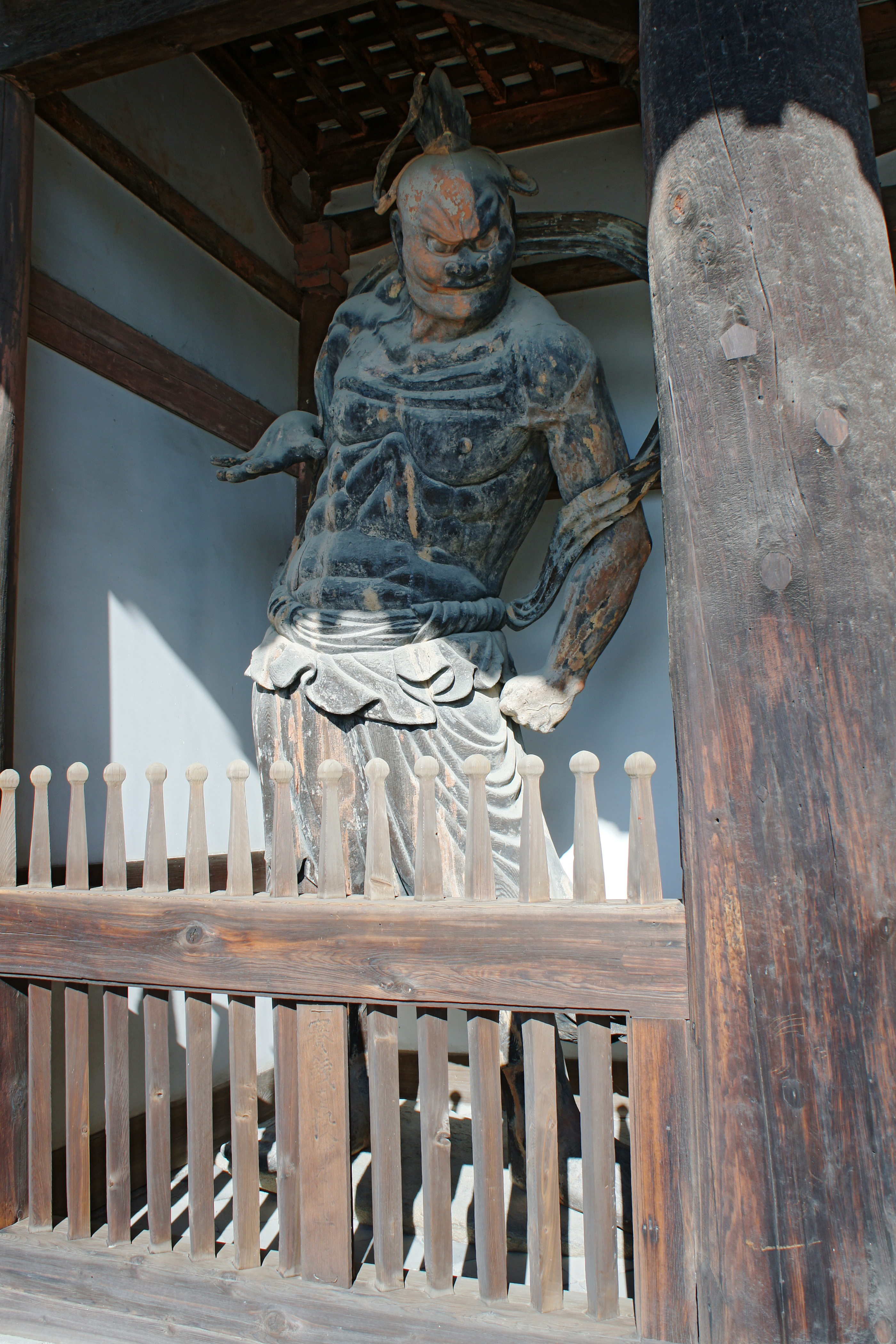
Misshaku Kongō.